# Hormotilaceae
Hormotilaceae, porodica zelenih algi, dio reda Chlamydomonadales. Postoje tri priznata roda s četiri vrste

## Rodovi
1. Dendrocystis Iyengar
2. Heleococcus Korshikov
3. Palmodactylon Naegeli

## Vanjske poveznice
|  | Zajednički poslužitelj ima još gradiva o temi Hormotilaceae |
|  | Wikivrste imaju podatke o taksonu Hormotilaceae             |